# 斯坦尼斯航天中心
斯坦尼斯航天中心（SSC,the John C. Stennis Space Center）位于美国密西西比州汉考克县，恰处于密西西比州同路易斯安那州交界处，是美国国家航空航天局最大的火箭引擎试验基地。

## 历史
在1960至70年代，美国流传这样一句话:「你想登月吗？那么首先要去密西西比州汉考克县！」
1961年，联邦政府宣布在汉考克县选中了一块土地，为阿波罗登月计划的发射設备进行静态试验，在当时，这是密西西比州最大的建筑計畫，在全美国也居第二位。
这个航天发射中心最初名为密西西比试验场，1965年更名为密西西比试验基地，1974年总部位于华盛顿特区的国家航空航天局将其更名为国家太空试验室。1988年5月，因为美国参议员约翰·C·史坦尼茲（John C. Stennis）对国家太空事业的鼎力支持，于是命名为约翰·C·斯坦尼斯航天中心。

## 大事记
- 1961年5月25日，肯尼迪总统制订目标，要在十年内将人类送上月球。
- 1961年10月25日，国家航空航天局决定在密西西比州汉考克县建立国家火箭试验基地。
- 1961年12月18日，正式命名為密西西比试验场。
- 1962年4月18日，陆军工程兵开始土地征用谈判。
- 1966年4月23日，首个土星五号火箭发动机在该基地进行试验。
- 1971年3月1日，航天飞机主发动机试验指定在该基地试验。
- 1975年5月19日，首次航天飞机主引擎试验，但是没有点火。
- 1988年2月25日，该基地的第一千次航天飞机主引擎点火试验。
- 1988年5月9日，该基地开始扮演太空遥感技术商业化的主要角色。
- 1988年，雷根總統正式命令該基地命名為斯坦尼斯航天中心。
- 1991年，国家航空航天局管理处指定该中心卓越中心担任大推力系统测试。
- 1992年7月24日，该中心的第两千次航天飞机主引擎点火试验。
- 2004年10月5日，该中心将最后三个发现号航天飞机所用的主引擎运送到佛罗里达州肯尼迪航天中心，用来最返回飞行。这之前，哥伦比亚号航天飞机失事。发现号航天飞机的STS-114任务，从2005年7月26日升空，8月9日安全返回位于加利福尼亚州的爱德华空军基地。
- 2005年8月29日，从路易斯安那州和密西西比海湾东南登陆的卡特里娜飓风直接从航天中心经过，造成破坏。
- 2006年11月9日，该中心的A-1测试台正式移交国家航天航天局星座计划，用来测试J-2X引擎，为战神一号和战神五号的发射提供重要支持。